# Lilla Pinkesjön
Lilla Pinkesjön är en sjö i Svenljunga kommun i Västergötland och ingår i Ätrans huvudavrinningsområde.